# ساشا باريس
ساشا باريس (بالإنجليزية: Sasha Barrese)‏ وإسمها الحقيقي ألكسندرا باريس (بالإنجليزية: Alexandra Barrese)‏ هي ممثلة ولاعبة بوكر أمريكية ولدت في يوم 24 أبريل 1981 في ماوي في هاواي لأب أمريكي وأم روسية. بدأت التمثيل في سنة 1989 ومثل في العديد من الأفلام والمسلسلات مثل ذا هاغنوفر.